# Amazon Astro
Der Amazon Astro, kurz Astro, ist eine Marke von Haushaltsrobotern, die vom US-amerikanischen Unternehmen Amazon entwickelt wird. Das Gerät soll den Nutzern bei einer Reihe von Aufgaben helfen, von der Überwachung der häuslichen Sicherheit bis hin zur Unterstützung bei der Pflege älterer Menschen, die weit entfernt leben. Das System kann einer Person von Raum zu Raum folgen und Musik, Podcasts und Shows abspielen.

## Funktionen
Tom’s Guide bezeichnet das Gerät als „Alexa auf Rädern“, denn alles, was auf dem Amazon Echo Show 10 verfügbar ist, findet sich ebenfalls auf diesem neuen Gerät. Der Astro verfügt über eine visuelle ID und soll in der Lage sein, verschiedene Familienmitglieder zu erkennen und einen Alarm zu senden, wenn das Gerät jemanden in der Wohnung sieht, den es nicht erkennt.